# Challenge Guy-Roux
Le Challenge Guy-Roux s’est déroulé le 16 mai 2006 à Auxerre, au Stade de l'Abbé-Deschamps.
Ce challenge a été créé afin de rendre hommage à Guy Roux qui avait arrêté sa carrière en juin 2005. Guy Roux avait en effet arrêté sa carrière à l'issue de la finale victorieuse en Coupe de France face à Sedan. L'AJA n'ayant pu lui rendre hommage il fut décidé d'organiser le challenge Guy-Roux. Guy Roux souhaita que le challenge se déroule le même jour que le Trophée Serge-Mesonès. Le 5e trophée fut donc joué avant le challenge et opposa les anciens de l'AJA aux anciens étrangers de l'AJA.
Le prix des places étaient de 6 euros derrière les buts et de 15 euros en latérales. La recette du match fut reversée à La Ligue nationale contre le cancer. Le Challenge Guy Roux fut retransmis en direct sur Canal+ Sport.
Pour cet événement un match fut organisé entre les anciens internationaux d'Auxerre coaché par Guy Roux et une sélection d’internationaux allemands des années 1980-1990 coaché par Holger Osieck.

## Internationaux de l’AJA présents lors du Challenge Guy-Roux
Jean-Marc Ferreri, Basile Boli, Éric Cantona, Laurent Blanc, Lionel Charbonnier, Corentin Martins, Moussa Saïb, Frank Verlaat, Christophe Cocard, Alain Goma, Abdelafid Tasfaout, Sabri Lamouchi, William Prunier, Franck Silvestre, Pascal Vahirua, Vicenzo Scifo, Bernard Diomède, Stéphane Guivarc'h, Andrzej Szarmach.

## Internationaux allemands
Muller, Claus-Dieter Wollitz, Andreas Reinke, Dieter Burdenski, Mirko Votava, Günter Hermann, Wolfgang Rolff, Bernhard Trares, Holger Fach, Ulrich Borowka, Matthias Herget, Norbert Meier, Frank Ordenewitz, Unger, Steffen Freund.

## Le match
Le match s'est déroulé sur un rythme assez impressionnant pour un match de ce genre, sans doute grâce au fait que les joueurs allemands étaient, eux aussi, bien affutés.
Ce sont d'ailleurs eux qui ont ouvert le score par l'intermédiaire de Wolfgang Rolff, sur une tête bien placée, dans la lucarne de Charbonnier, lors d'un corner où le marquage était assez déficient (8e).
À l'entrée du dernier quart d'heure, les Allemands doublèrent la mise grâce à Frank Ordenewitz qui, d'une pichenette astucieuse, loba Charbonnier, sorti à terre (30e).
Les Auxerrois répliquèrent de suite après ce 2-0, en inscrivant leur premier but du match, par l'intermédiaire d'Enzo Scifo, qui reprendra de volée un ballon dévié par Eric Cantona, sur un centre de Corentin Martins (31e).
Et alors que Robert Wurtz, l'arbitre de ce match, en très grande forme, nous gratifiait de quelques sauts de cabri dont il a le secret, Enzo Scifo après un gros travail côté droit, centre en direction de Cantona, mais le ballon, mal dégagé par un défenseur allemand, revint sur William Prunier qui après avoir dribblé un défenseur, envoya le cuir au fond des filets, pour le plus grand bonheur des "all-stars" ajaïstes (44e).
Après une mi-temps de plus de 20 minutes, les 2 équipes revinrent sur le terrain, et à la 49e minute, c'est Basile Boli, à la suite d'un bon travail de Moussa Saïb, qui donnera un avantage définitif aux icaunais, en réussissant un geste de grande classe, puisqu'il va lober le dernier défenseur allemand présent sur sa ligne d'une pichenette incroyable, qui se logera juste sous la barre, déclenchant l’hilarité de tout le banc auxerrois, et surtout du côté de Guy Roux.
| 16 mai 2006 | Anciens de l'AJA                   | 3–2 | Sélection allemande 1980-1990 | Stade de l'Abbé-Deschamps, Auxerre |                          |
|             | Scifo 31e · Prunier 44e · Boli 49e |     | Rolff 8e · Ordenewitz 30e     | Arbitrage : Robert Wurtz           | Arbitrage : Robert Wurtz |